# Bibimys
Bibimys is een geslacht van zoogdieren uit de familie van de Cricetidae. De wetenschappelijke naam van het geslacht werd in 1979 gepubliceerd door Massoia.

## Soorten
Er worden 3 soorten in dit geslacht geplaatst:
- Bibimys chacoensis (Shamel, 1931)
- Bibimys labiosus (Winge, 1888)
- Bibimys torresi Massoia, 1979

Akodon · Bibimys · Blarinomys · Brucepattersonius · Castoria · Dankomys† · Deltamys · Gyldenstolpia · Juscelinomys · Kunsia · Lenoxus · Necromys · Oxymycterus · Podoxymys · Scapteromys · Thalpomys · Thaptomys